# Morti nel 1551
| Questa pagina contiene informazioni ricavate automaticamente dalle voci biografiche con l'ausilio del template Bio e di un bot. L'aggiornamento è periodico e automatico e ricostruisce completamente la pagina. Se manca una persona in questa lista, sei pregato di non aggiungerla, ma accertati piuttosto che la sua voce biografica contenga il template Bio e che i dati anagrafici siano correttamente compilati. Se il template Bio manca, inseriscilo tu stesso o, in alternativa, metti l'avviso {{tmp\|Bio}} che ne segnala la mancanza. Se i dati riportati sono sbagliati, correggi direttamente la voce biografica; le modifiche saranno visibili in questa lista entro pochi giorni. Per chiarimenti vedi il progetto biografie. La lista contiene solo le 51 persone che sono citate nell'enciclopedia e per le quali è stato implementato correttamente il template Bio. Pagina aggiornata al 4 gen 2025. |

## Gennaio(2)
- 17 gennaio - Pedro Mexía, scrittore spagnolo (n. 1497)
- 30 gennaio - Andrea Corner, cardinale e vescovo cattolico italiano (n. 1511)

## Febbraio(1)
- 28 febbraio - Martin Bucer, teologo tedesco (n. 1491)

## Marzo(1)
- 4 marzo - Ubaldino Bandinelli, vescovo cattolico italiano (n. 1494)

## Aprile(3)
- 6 aprile - Joachim Vadiano, umanista svizzero (n. 1484)
- 8 aprile - Oda Nobuhide, militare giapponese (n. 1510)
- 21 aprile - Sebastián de Belalcázar, esploratore spagnolo (n. 1480)

## Maggio(7)
- 6 maggio - Giovanni Battista Monte, medico e umanista italiano (n. 1489)
- 8 maggio - Barbara Radziwiłł, sovrana lituana (n. 1520)
- 17 maggio - Sin Saimdang, poetessa e calligrafa coreana (n. 1504)
- 18 maggio - Domenico Beccafumi, pittore e scultore italiano (n. 1486)
- 18 maggio - Johann von der Recke (n. 1480)
- 23 maggio - Giorgio Siculo, monaco cristiano e teologo italiano
- 31 maggio - Bastiano da Sangallo, architetto, scenografo e pittore italiano (n. 1481)

## Giugno(1)
- 24 giugno - Charles II de Croÿ, nobile belga (n. 1522)

## Luglio(4)
- 4 luglio - Gregory Cromwell, I barone Cromwell, nobile inglese (n. 1520)
- 5 luglio - Francesco Cigalini, umanista, medico e astrologo italiano (n. 1489)
- 11 luglio - Gerolamo Genga, pittore, architetto e scultore italiano (n. 1476)
- 13 luglio - John Wallop, nobile, militare e diplomatico inglese

## Agosto(3)
- 8 agosto - Tomás de Berlanga, vescovo cattolico e esploratore spagnolo (n. 1486)
- 24 agosto - Fabrizio Colonna, condottiero italiano (n. 1525)
- 26 agosto - Margherita Leijonhufvud, regina svedese (n. 1516)

## Settembre(4)
- 1º settembre - François de Connan, giurista francese (n. 1508)
- 5 settembre - Giovan Giacomo Passeri, francescano italiano
- 22 settembre - Francesco III d'Orléans-Longueville, conte francese (n. 1535)
- 30 settembre - Ōuchi Yoshitaka, militare giapponese (n. 1507)

## Novembre(1)
- 20 novembre - Hindal Mirza, principe indiano (n. 1519)

## Dicembre(2)
- 9 dicembre - Scipione Capece, giurista e poeta italiano
- 16 dicembre - Giorgio Martinuzzi, cardinale, arcivescovo cattolico e politico ungherese (n. 1482)

## Senza giorno specificato(22)
- Sahib I Giray (n. 1501)
- Jean Ango, armatore francese (n. 1480)
- Alice Arden, assassina inglese (n. 1516)
- Vincenzo de Barberis, pittore italiano
- Filippo Bon, vescovo cattolico italiano
- Giuliano Brigantino, religioso e teologo italiano
- Anthony Glaser, pittore svizzero (n. 1490)
- Luigi Guicciardini, politico italiano (n. 1478)
- Adriaen Isenbrant, pittore fiammingo
- Luis Lobera de Ávila, medico spagnolo
- Giovanni Matteo Lucifero, vescovo cattolico italiano (n. 1496)
- François Marchand, scultore francese (n. 1500)
- Nasu Takasuke, militare giapponese (n. 1520)
- Ludovico Pasquali, letterato, poeta e umanista italiano (n. 1500)
- Sagara Taketō, militare giapponese (n. 1498)
- Maddalena Sanseverino, nobildonna italiana (n. 1520)
- Christoph Schappeler, religioso svizzero (n. 1472)
- Francysk Skaryna, linguista, traduttore e umanista bielorusso (n. 1490)
- Niccolò Soggi, pittore italiano (n. 1479)
- Dietrich Westhoff, storico tedesco (n. 1509)
- Francesco d'Agnolo, pittore italiano
- Olimpia da Correggio, nobile italiana